# Conus cinereus
Conus cinereus е вид охлюв от семейство Conidae. Видът не е застрашен от изчезване.

## Разпространение и местообитание
Разпространен е във Вануату, Индонезия, Нова Каледония, Папуа Нова Гвинея, Провинции в КНР, Соломонови острови, Тайван, Филипини и Япония.
Обитава пясъчните дъна на морета.